# アンビリーバブル たった1つの真実
『アンビリーバブル たった1つの真実』（原題: Unbelievable）は、2019年に配信されたアメリカ合衆国のリミテッド・ドラマシリーズ。実話を基にしたレイプ事件を描くクライムドラマで、トニ・コレット、メリット・ウェヴァー、ケイトリン・ディーヴァーが主演した。全8話のリミテッド・シリーズで、2019年9月よりNetflixで世界同時に配信された。
番組は批評家から高い評価を受けており、ゴールデングローブ賞にノミネートされた。

## 登場人物

### メインキャスト
グレース・ラスムッセン
演 - トニ・コレット、日本語吹替 - 野沢由香里
刑事。
カレン・デュバル
演 - メリット・ウェヴァー、日本語吹替 - 竹内絢子
刑事。
マリー・アドラー
演 - ケイトリン・デヴァー、日本語吹替 - 山村響
暴行を受けた女性。

## エピソード
| 通算 話数 | タイトル    | 監督               | 脚本                                                   | 公開日        |
| --------- | ----------- | ------------------ | ------------------------------------------------------ | ------------- |
| 1         | "Episode 1" | リサ・チョロデンコ | Susannah Grant & マイケル・シェイボン & Ayelet Waldman | 2019年9月13日 |
| 2         | "Episode 2" | リサ・チョロデンコ | Susannah Grant                                         | 2019年9月13日 |
| 3         | "Episode 3" | リサ・チョロデンコ | Susannah Grant                                         | 2019年9月13日 |
| 4         | "Episode 4" | Michael Dinner     | マイケル・シェイボン & Ayelet Waldman                  | 2019年9月13日 |
| 5         | "Episode 5" | Michael Dinner     | Jennifer Schuur                                        | 2019年9月13日 |
| 6         | "Episode 6" | Michael Dinner     | Becky Mode                                             | 2019年9月13日 |
| 7         | "Episode 7" | Susannah Grant     | 原案: Susannah Grant 脚本: Becky Mode                  | 2019年9月13日 |
| 8         | "Episode 8" | Susannah Grant     | Susannah Grant                                         | 2019年9月13日 |

## 評価

### 批評
本作は批評家から高い評価を受けている。映画批評集積サイトのRotten Tomatoesには82件のレビューがあり、批評家支持率は98%、平均点は10点満点で8.6点となっている。また、Metacriticには25件のレビューがあり、加重平均値は83/100となっている。